# میتردورف ایم مورتستال
میتردورف ایم مورتستال (به آلمانی: Mitterdorf im Mürztal) یک منطقهٔ مسکونی در اتریش است که در بروک مورتسوچلاگ واقع شده‌است. میتردورف یم مورتستال ۱۱٫۱۲ کیلومتر مربع مساحت دارد ۵۶۸ متر بالاتر از سطح دریا واقع شده‌است.